# ТНШ-20
ТНШ-20, или ТНШ-1 (танковая Нудельмана — Шпитального) — танковый вариант 20-мм авиационной пушки ШВАК. Устанавливалась в качестве основного вооружения на лёгкий танк Т-60.

## История создания
Создана в короткие сроки ОКБ-15 совместно с ОКБ-16 на основе крыльевого и турельного вариантов авиапушки ШВАК-20. Сначала в ОКБ-15 по указанию НКБ об установке ШВАК в башню танка Т-40 в июле 1941 г. 4 августа проводился отстрел 20-мм и 23-мм пушек в ОКБ-16, по положительным результатам которого, пусть при массовых отказах, танковая 20-мм пушка передана для окончания разработок в ОКБ-15 где и доведена до окончательного вида.
В сентябре 1941 года танк Т-60, через 9 дней после принятия на вооружение, оснащен опытным образцом ТНШ-20, в то время имевшей индекс «ШВАК-танковая».
Параллельно с развитием производства пушки производилась её доработка, в том числе с учётом результатов фронтового применения, в связи с чем официально принята на вооружение 1 декабря, а 1 января 1942 года получила обозначение ТНШ-1, позже стали называть ТНШ-20, серийное производство передано на Завод № 2.
| Производство | 1940 | 1941    | 1942 | 1943 | 1944 | 1945 |
| ------------ | ---- | ------- | ---- | ---- | ---- | ---- |
| Завод №2     | -    | ок. 500 | 8143 | -    | -    | -    |
| Завод №314   | -    | ?       | 214  | -    | -    | -    |
| Завод №525   | -    | -       | 130? | -    | -    | -    |

## Описание конструкции
ТНШ-20 размещалась в башне танка со значительным смещением вправо относительно оси, что увеличивало удобство наведения, данный факт вынудил вносить изменения в показания телескопического прицела ТМФП-1.
Питание ленточное: 754 снаряда (13 коробок: 7 коробок в стеллаже на днище боевого отделения, 1 коробка за сиденьем механика-водителя, 1 коробка у пушки, стеллаж с 4 коробками на левом борту). Угол вертикального наведения -5...+27°.
Основой конструкции стала крыльевая ШВАК, от мотор-пушки заимствован ствол, от турельной — тяга перезаряжания, заново созданы спусковой механизм, прицел и затыльник.
ТНШ-20 позволяла при определённых навыках вести одиночную стрельбу.
| Бронепробиваемость | 50 м   | 100 м  | 300 м | 500 м | 1000 м |
| ------------------ | ------ | ------ | ----- | ----- | ------ |
| V0=817 м/с         | 25— /? | 18— /? | -     | -     | -      |

## Применение
Данным видом орудия оснащались лёгкий танк Т-60, Т-38 и двубашенный Т-26, с января 1942 года им перевооружали Т-30 и Т-40, Т-37 и Т-38 (не менее 120 штук в 1944) в случае поступления танков для проведения большого ремонта.